# Коскин (город)
Коскин (исп. Cosquín) — город и муниципалитет в департаменте Пунилья провинции Кордова (Аргентина), административный центр департамента. Часть агломерации «Коскин — Санта-Мария-де-Пунилья — Биалет-Массе».

## История
До прихода испанцев в этих местах находились индейские поселения. Испанскими властями были учреждены энкомьенды.
В 1877 году был разработан городской план, и Коскин официально получил статус городка (вилья). Здесь стали строить для себя летние домики богатые семьи из Буэнос-Айреса и Кордовы, поселение развивалось, и в 1939 году Коскин получил статус города (сьюдад). 